# مادلين سميث أوسبرن
مادلين سميث أوسبرن (بالإنجليزية:Madolyn Smith Osborne) ، ممثلة أمريكية مشهورة ، من مواليد 1 يناير 1957 في ولاية نيومكسيكو الأمريكية ، وأشتهرت في دور جيهان السادات زوجة الرئيس المصري الراحل محمد أنور السادات في فيلم سادات.

## وصلات خارجية
- مادلين سميث أوسبرن على موقع IMDb (الإنجليزية)
- مادلين سميث أوسبرن على موقع أول موفي (الإنجليزية)
- مادلين سميث أوسبرن على موقع قاعدة بيانات الفيلم (الإنجليزية)